# Varenne (rivière de la Seine-Maritime)
Pour les articles homonymes, voir Varenne.
La Varenne est une rivière normande, longue de 39 kilomètres, située en Seine-Maritime et affluent de l'Arques. Elle se présente comme le cours d'eau le plus occidental du réseau hydrographique dendritique formé de la Béthune et de l'Eaulne qui confluent près d'Arques-la-Bataille pour former l'Arques, court fleuve côtier rejoignant la Manche à Dieppe.

## Hydronymie
La rivière est attestée sous la forme Warinna à l'époque mérovingienne au Haut Moyen Âge, hydronyme d'origine gauloise, dérivé du terme ver- / var- « eau, rivière ». On peut noter une influence germanique sur l'initiale, d'où [v] > [w], sans doute liée à une confusion avec le mot garenne (anciennement warenna) donc une homonymie avec la Warenne, autre cours d'eau, et certains noms de communes comportant les termes Varenne ou Garenne.

## Géographie

### Cours et milieu naturel

Carte du bassin-versant de la Béthune et des cours d'eau constituant le système dendritique de l'Arques - le bassin de la Varenne apparaît comme le plus occidental.

La Varenne naît au nord-ouest de Buchy, près de Montérolier, sur la commune Saint-Martin-Osmonville au lieu-dit « Le Fontenil », à 127 mètres d'altitude. Elle adopte alors la direction tectonique générale des cours d'eau de la région (c'est-à-dire selon un axe orienté sud-sud-est / nord-nord-ouest), arrose Saint-Saëns, puis longe la Forêt d'Eawy avant d'aboutir, après avoir incliné son cours vers le nord, à Arques-la-Bataille à 4 m d'altitude où sa réunion avec la Béthune et l'Eaulne forme l'Arques après un parcours de 39,9 kilomètres. 
Sa vallée, large de 2 à 3 km, tracée sur le revers méridional du pays de Bray qu'elle délimite du pays de Caux, est guidée par des accidents structuraux. Le fond de cette dernière est majoritairement occupé par des pâturages sur lesquels sont élevés des bovins, quelques parcelles en cultures s'intercalant au milieu des herbages. En rive droite, la vallée est dominée par les pentes de la forêt d'Eawy, tandis que les coteaux de la rive gauche sont occupés par quelques bois au-delà desquels s'étendent les grandes cultures céréalières du plateau du Caux et de ses prolongements amont rejoignant Buchy et Bosc-le-Hard. Les versants sont caractérisés par la forte pente à l'origine de phénomènes de fort ruissellement, de lessivage des sols et d’inondation des parcelles lors d'abondantes précipitations.

### Communes et cantons traversés
Dans le seul département de la Seine-Maritime, la Varenne traverse treize communes, et cinq cantons :
- dans le sens amont vers aval : Saint-Martin-Osmonville (source), Saint-Saëns, Rosay, Bellencombre, Sévis, Saint-Hellier, Muchedent, Torcy-le-Grand, Torcy-le-Petit, Saint-Germain-d'Étables, Martigny, Saint-Aubin-le-Cauf, Arques-la-Bataille (confluence).

Soit en termes de cantons, la Varenne prend source dans le canton de Saint-Saëns, traverse les canton de Bellencombre, canton de Longueville-sur-Scie, canton d'Envermeu et conflue dans le canton d'Offranville.

### Organisme gestionnaire
La gestion du bassin versant de la Varenne a été confiée au Syndicat Intercommunal du Bassin Versant de la Varenne ou SIBV Varenne, collectivité publique, créée en 2000, dont les compétences s'étendent sur l'ensemble géographique déterminé par les limites naturelles (les lignes de crête) fixées par la rivière et ses affluents. Le SIBV Varenne, dont le siège est établi à Saint-Saëns, regroupe 57 communes - dont les trois les plus importantes sont : Saint-Saëns, Les Grandes-Ventes et Arques-la-Bataille - pour une population de 18 000 habitants (soit une densité moyenne de 50, très faible à l'échelle départementale). Les missions du syndicat s'articulent autour de la protection de l'environnement, des biens et des personnes du bassin versant par l'étude du milieu, la réalisation de travaux et l'entretien d'ouvrages luttant contre l'érosion, le ruissellement et les inondations, la restauration des conditions naturelles de la rivière et de ses affluents.
Pour rendre plus cohérente l'action des syndicats de bassin versant gérant les différents cours d'eau composant le bassin de l'Arques, et donc celle du SIBV Varenne, une fusion de l'ensemble de ces institutions est envisagée. Une structure unique, celle du grand bassin de l'Arques ou bassin du Grand Arques, devrait ainsi voir le jour dans les années qui viennent afin d'acquérir un poids institutionnel et financier plus fort, de rationaliser les moyens et les compétences mis en œuvre.

### Hydrographie et hydrologie
Le bassin versant de la Varenne, de forme ovoïde, couvre une superficie de 360 km2 et comporte un chevelu de 110 km de cours d'eau. Parmi ceux-ci, la rivière compte sept affluents référencés dont les deux principaux sont :
- le Hareng (en rive gauche), long de 7,9 km, coule sur le territoire des cinq communes de Beaumont-le-Hareng, Cottévrard, La Crique, Rosay, Saint-Saëns[10] ;
- le Fossé du Fond de Meuse (en rive droite), dont le cours de 7,7 km s'étend sur les sept communes de Meulers, Les Grandes-Ventes, Ricarville-du-Val, Saint-Germain-d'Étables, Saint-Vaast-d'Équiqueville, Torcy-le-Petit, Freulleville[11],[notes 2].

Parmi les trois cours d'eau qui forment l'Arques, la Varenne est le plus court mais paradoxalement celui qui dispose du bassin versant le plus étendu et du débit le plus élevé. Une station a existé à Martigny mais les résultats ne sont plus disponibles ; avant sa mise hors service, elle annonçait une débit moyen de 3,5 m3/s pour le cours d'eau à proximité de sa confluence avec l'Arques.

## Histoire et patrimoine
A l’écart des grands courants de circulation, la vallée de la Varenne voit s’égrener les villages tranquilles et les petits bourgs comme celui de Saint-Saëns.  Fondée par un moine irlandais Saen (la commune porte ainsi le nom de son fondateur auquel on ajouta un s seulement au XVIIe siècle) qui édifia un monastère sur les rives de la Varenne à la fin du VIIe siècle (vers 675 – 680), le bourg développa son activité autour du cours d'eau. Dès le XIIIe siècle, une industrie de la tannerie se mit en place alors que de nombreux moulins (12 ont été recensés) produisaient farines diverses et tan (écorces de chêne réduites en poudre servant au tannage des peaux).
Plus en aval, le village de Rosay offre au visiteur la possibilité de découvrir, à travers son musée de la pomme, du cidre et des métiers traditionnels, une des principales activités agricoles de la vallée. Plus insolite, l’élevage de bisons canadiens, associé à la reconstitution d'un camp indien, illustre, à Muchedent, la volonté de diversifier les activités, tout comme l’implantation d’une base de loisirs d'une centaine d'hectares sur les étangs de la Varenne à Martigny.

## Environnement
Comme de nombreux cours d'eau de la région, la Varenne est classée en rivière de première catégorie et de nombreux salmonidés y nichent comme le saumon atlantique, la truite de mer et la truite fario. L'ichtyofaune est également représentée par l’anguille, la lamproie marine, la lamproie fluviatile, la chevaine, le gardon, la vandoise, la vairon ou encore la brème commune. La rivière est également utilisée, dès sa source, pour alimenter le réseau d'eau potable.